# Stortjärnen (Fjällsjö socken, Ångermanland, 707372-151519)
Stortjärnen är en sjö i Strömsunds kommun i Ångermanland och ingår i Ångermanälvens huvudavrinningsområde. Sjön har en area på 0,173 kvadratkilometer och ligger 249,7 meter över havet.

## Delavrinningsområde
Stortjärnen ingår i det delavrinningsområde (707426-151638) som SMHI kallar för Utloppet av Mörtsjön. Medelhöjden är 266 meter över havet och ytan är 20,61 kvadratkilometer. Det finns inga avrinningsområden uppströms utan avrinningsområdet är högsta punkten. Mörtsjöbäcken som avvattnar avrinningsområdet har biflödesordning 4, vilket innebär att vattnet flödar genom totalt 4 vattendrag innan det når havet efter 141 kilometer. Avrinningsområdet består mestadels av skog (71 procent). Avrinningsområdet har 2,77 kvadratkilometer vattenytor vilket ger det en sjöprocent på 13,4 procent.